# 1949 год в авиации
Список событий в авиации в 1949 году.

## События
- 30 августа — первый полёт вертолёта Ка-10.[1]
- 2 сентября — первый полёт британского истребителя-бомбардировщика De Havilland DH.112 Venom.[2]
- 16 сентября — первый полёт советского истребителя-перехватчика Ла-200.[2]
- 26 сентября — первый полёт американского учебно-тренировочного самолёта T-28 «Троян».[3]
- 13 октября — первый полёт самолёта «81» в серии Ту-14Т.[4]
- 1 декабря — первый полёт бомбардировщика Ту-80.[5]

## Персоны

### Родились
- 14 июня — Синицын, Андрей Александрович, лётчик-испытатель 1-го класса, мастер спорта СССР международного класса (1991), Герой Российской Федерации (1996).[6]